# Pelexia lindmanii
Pelexia lindmanii är en orkidéart som beskrevs av Friedrich Fritz Wilhelm Ludwig Kraenzlin. Pelexia lindmanii ingår i släktet Pelexia och familjen orkidéer. Inga underarter finns listade i Catalogue of Life.